# Chapelle du Loc
Ne doit pas être confondu avec Chapelle du Loc'h.
La chapelle du Loc est une chapelle située sur la commune de Pluzunet, dans le département des Côtes-d'Armor, dans la région Bretagne, en France. À proximité de Lannion, elle accueille chaque année un fest-noz ainsi qu'un pardon de Bretagne organisé par l'association Tud Pluned.

## Historique
En 1730 en labourant le champ où s'élève maintenant la chapelle, un paysan découvrit une statue de la Vierge. Cette découverte fit grande impression. Il fut décidé d'édifier en ce lieu une chapelle qui serait dédiée à la Sainte Vierge sous le vocable de l'Assomption.
Elle fut construite vraisemblablement entre 1736 et 1737. Dans les années suivantes, elle fut par deux fois démolie puis réédifiée, pour être finalement construite en 1764 telle qu'elle est encore de nos jours.
La bénédiction de la chapelle et de sa cloche ont eu lieu en 1738.
Cette chapelle, endommagée par des infiltrations d'eau, est restaurée par une association locale qui assure aussi son entretien, la fête annuelle assurant le financement.

## Description
Le plan de la chapelle est celui d'une croix latine avec un chevet polygonal. Elle comporte un clocher-porche à balustrade, avec accès par une tourelle.
L'intérieur de la chapelle comporte de riches statues représentant notamment saint Gilles, saint Mathurin, saint Isidore, saint Yves. Un vitrail représente sainte Marie de Sainte Nathalie, religieuse canonisée en 2000.
Une grande croix est dressée devant l'édifice, sur une butte artificielle

## Pardon
De « nombreux pèlerins » participent au pardon qui est célébré dans cette chapelle chaque 15 août, jour de l'Assomption, qui est sa fête patronale. Le pardon lui-même est suivi d'une procession mariale autour du hameau, des jeunes filles portant la statue de la Sainte Vierge, puis d'une fête.